# Transformation topotactique
 (mai 2022).
Si vous disposez d'ouvrages ou d'articles de référence ou si vous connaissez des sites web de qualité traitant du thème abordé ici, merci de compléter l'article en donnant les références utiles à sa vérifiabilité et en les liant à la section « Notes et références ».

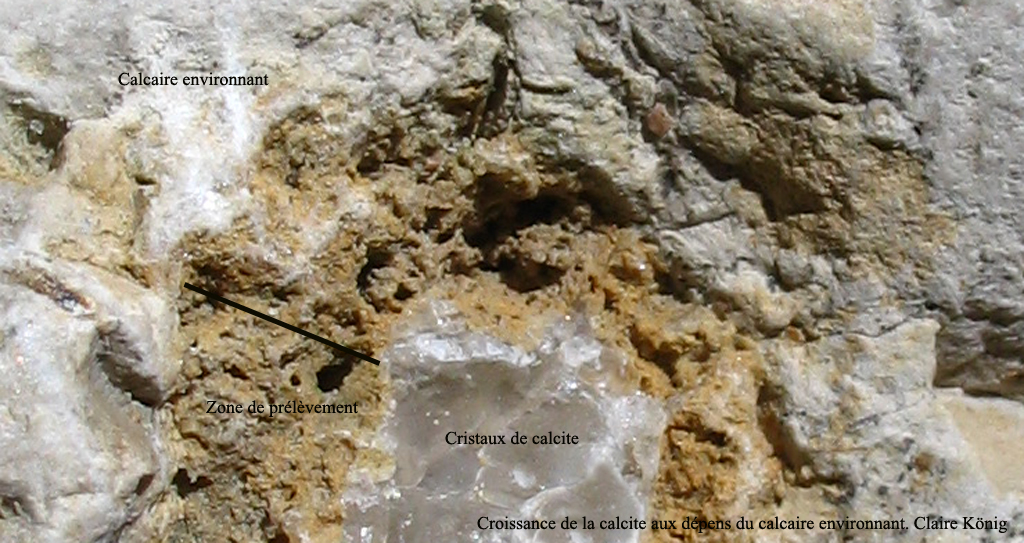
Transformation topotactique.

En général lors d’une réaction chimique il y a destruction du composé initial, puis reconstruction, à partir des éléments simples obtenus, du composé final.
C’est le cas des réactions se produisant en milieu aqueux mettant en jeu la réaction de dissolution de la phase initiale suivie de la réaction de précipitation de la phase nouvelle.
Lorsque les structures cristallines des deux composés présentent une similitude, le passage d’une structure à l’autre peut se faire sans qu’il y ait un bouleversement notable. Les déplacements des atomes sont faibles et ne requièrent pas une énergie considérable. Dans ce cas la transformation peut avoir lieu dans l’état solide à basses températures (chimie douce).
Il existe alors des relations simples entre les axes cristallographiques des deux structures. On appelle une telle transformation topotactique.
De nombreuses réactions présentent cette propriété. Notamment les réactions d’intercalation mises en jeu dans les réactions électrochimiques se produisant dans les accumulateurs, mais aussi de nombreuses réactions mettant en jeu des minéraux naturels.
La caractéristique importante de ce type de transformations est qu’elles permettent l’obtention de phases en état de métastabilité, évoluant lentement vers la stabilité thermodynamique car la cinétique chimique d’évolution est très lente à basses températures, ce qui se traduit pratiquement par leur stabilisation et la possibilité de les récupérer. 